# Xenophora conchyliophora
Xenophora conchyliophora (nomeada, em inglês, Atlantic carrier-shell ou American carriersnail; na tradução para o português, "concha-transportadora-do-Atlântico" ou "caramujo-transportador-americano") é uma espécie de molusco gastrópode marinho pertencente à família Xenophoridae, na ordem Littorinimorpha. Foi classificada por Ignaz Edler von Born, em 1780, originalmente denominada Trochus conchyliophorus; sendo distribuída pelas costas da Carolina do Norte até Flórida, nos Estados Unidos, Bermudas ao mar do Caribe e região nordeste do Brasil (do Amapá, na região norte, até a Bahia, incluindo Atol das Rocas, Fernando de Noronha, Abrolhos, Trindade e Martim Vaz), na areia e cascalho da zona nerítica até profundidades consideráveis de mais de 500 metros. Xenophora conchyliophora é a espécie-tipo do gênero Xenophora Fischer von Waldheim, 1807.

## Descrição da concha
Concha de formato circular, em vista superior ou inferior, e cônica de espiral baixa, em vista lateral, chegando até 9 centímetros, quando desenvolvida e de coloração branca a amarelada ou laranja. Ela é caracterizada por aglutinações, na superfície de sua concha, de outras conchas, completas ou quebradas, de moluscos bivalves, fragmentos de corais, seixos a detritos de rochas, principalmente. Seu umbílico pode ser encoberto pelo crescimento da concha, cuja base geralmente é castanho-alaranjada ou avermelhada em delineamentos visíveis e ondulados.